# Liste des évêques de Noyon

Les armes de l'évêché de Noyon

## Histoire
Pendant la période où l'évêché se trouve à Vermand (Veromanduorum civitas), cette cité occupe dans la Notice des provinces de la Gaule, le troisième rang, après la métropole, parmi les cités de la province de Belgique seconde (Belgica secunda)[réf. nécessaire]. La date de fondation de cet évêché n'est pas établie avec certitude, car les premiers noms de la liste paraissent douteux. Les sources permettent de mettre en évidence de l'existence certaine d'un évêque dans la seconde moitié du Ve siècle, car la vie de Médard évoque une école épiscopale où le futur évêque fut éduqué. Le transfert du siège épiscopal de Vermand à Noyon reste un épisode complexe à appréhender. La tradition l'explique par la ruine de Vermand par les Barbares, vers le milieu du Ve siècle. Cependant, saint Médard ne s'installe à Noyon qu'après 531 : il semble s'agir d'un choix personnel, car Médard était originaire d'un village voisin de Noyon, ou d'un choix politique, pour se rapprocher de la capitale mérovingienne de Soissons. Selon d'autres sources c'est le terroir mieux adapté à la vigne qui fit choisir Noyon comme siège épiscopal plutôt que Saint-Quentin. À cette époque, il ne s'agit d'ailleurs pas encore d'un transfert du siège épiscopal, car Vermand continue d'être considéré comme tel. La mention d'un « évêque de Noyon » n'est pas antérieure à 614, quand Berthmundus signe au concile de Paris.
Le diocèse de Tournai est rattaché à celui de Noyon entre 614 et 627 et les deux sièges restèrent unis jusqu'en 1146, année où le pape Eugène III sépara de nouveau les deux églises et rendit à Tournai son évêque particulier. Peu de temps après, vers 1160 environ, l'évêché de Noyon, en compensation sans doute de la perte du diocèse de Tournai, fut érigé en comté-pairie, faisant ainsi partie des six évêchés-comtés ou duchés attachés à la charge de pair du royaume. Cette triple distinction perdurera jusqu'à la Révolution - contrairement aux comtés-pairies laïques qui disparaîtront vers la fin du XIIIe siècle, absorbés par les familles royales. À la cérémonie du sacre des rois de France, l'évêque-comte de Noyon portait le baudrier royal.
L'évêché de Noyon a été supprimé en 1790. Son territoire a été démembré au profit des nouveaux évêchés créés dans le cadre départemental : Amiens pour la Somme, Soissons pour l'Aisne et Beauvais pour l'Oise.

## Siège à Vermand
- Hilaire Ier
- Martin
- Germain
- Maxime ou Maximin
- Fossonius ou Cosonius
- Hilaire II
- Domitien ou Divitien
- Remedius
- Mercurius ou Mercorius ou Mercantius ou Méréon
- Promotus
- 511 : Sophronius
- Alomerus

## Évêques de Noyon-Tournai siégeant à Noyon
- 545-556 saint Médard, avant évêque de Tournai (v. 531-545)
- Faustin
- Gondulph ou Gondulf
- 575 : Chrasmarus
- Evroul
- Bertimond ou Bertond
- v.621/626 - v.638/640 : Achaire de Noyon (saint Achaire)
- 627-640 : Audomar[5]
- 640/646 - 659/665 : Saint Éloi (°588)
- 659/665 - 683/693 : Saint Mummolin (Mummolenus)
- Gondoin
- v. 700 : Antgaire ou Autgaire (certains le mettent prédécesseur de Gondoin et non successeur[réf. souhaitée])
- v. 715 : Chrasmar (les mêmes ne citent pas cet évêque[réf. souhaitée])
- v. 721 : Garoul ou Garulf
- v. 723 : Framenger
- v. 730 : Hunuan
- v. 741 : Gui
- v. 742 : Saint Eunuce
- v. 748 : Elisée
- v. 756/765 : Adelfred
- ? : Didon ou Dodon
- v. 767 - 782 : Gislebert
- v. 798/799 : Pléon ou Pléréon ou Philéon
- v. 815 : Wendelmarus ou Wandelmar
- v. 830/838 : Ronegaire ou Rantgaire ou Ragenaire
- v. 830/838 : Fichard ou Alchaire ou Achard
- 840 - 860 : Immon ou Emmon (tué par les Vikings)
- 860 - †879 : Rainelme ou Rainelmum
- 880 - †902 : Heidilon ou Hédillon
- 909 : Rambert ou Raubert
- 915 - †932 : Airard ou Airald
- 936 - †937 : Walbert
- 937 - 950 : Transmar
- 950 - †951 : Rodulphe ou Rodolphe
- 954 - 955 : Fulcher ou Fulchaire
- 955 - 977 : Hadulphe ou Adolphe; Haidulphe de Noyon assiste en mai 972 au concile tenu au Mont-Sainte-Marie en Tardenois dans le diocèse de Soissons par Adalberon de Reims au côté des autres évêques de l'archevêché[6].
- 977 - 988 : Ludolf de Vermandois, fils du comte Albert Ier de Vermandois
- 989 - 997 : Radbod Ier
- 1000 - 1030 : Hardouin de Croï
- 1030 - 1044 : Hugues
- 1044/1045- 1068 : Baudouin Ier[7]
- 1068 - 1098 : Radbod II
- 1098 - 1113 : Baudry
- 1114 - 1122 : Lambert
- 1123 - 1148 : Simon Ier de Vermandois, dernier évêque des diocèses unis de Noyon-Tournai (1146) et premier évêque seulement de Noyon

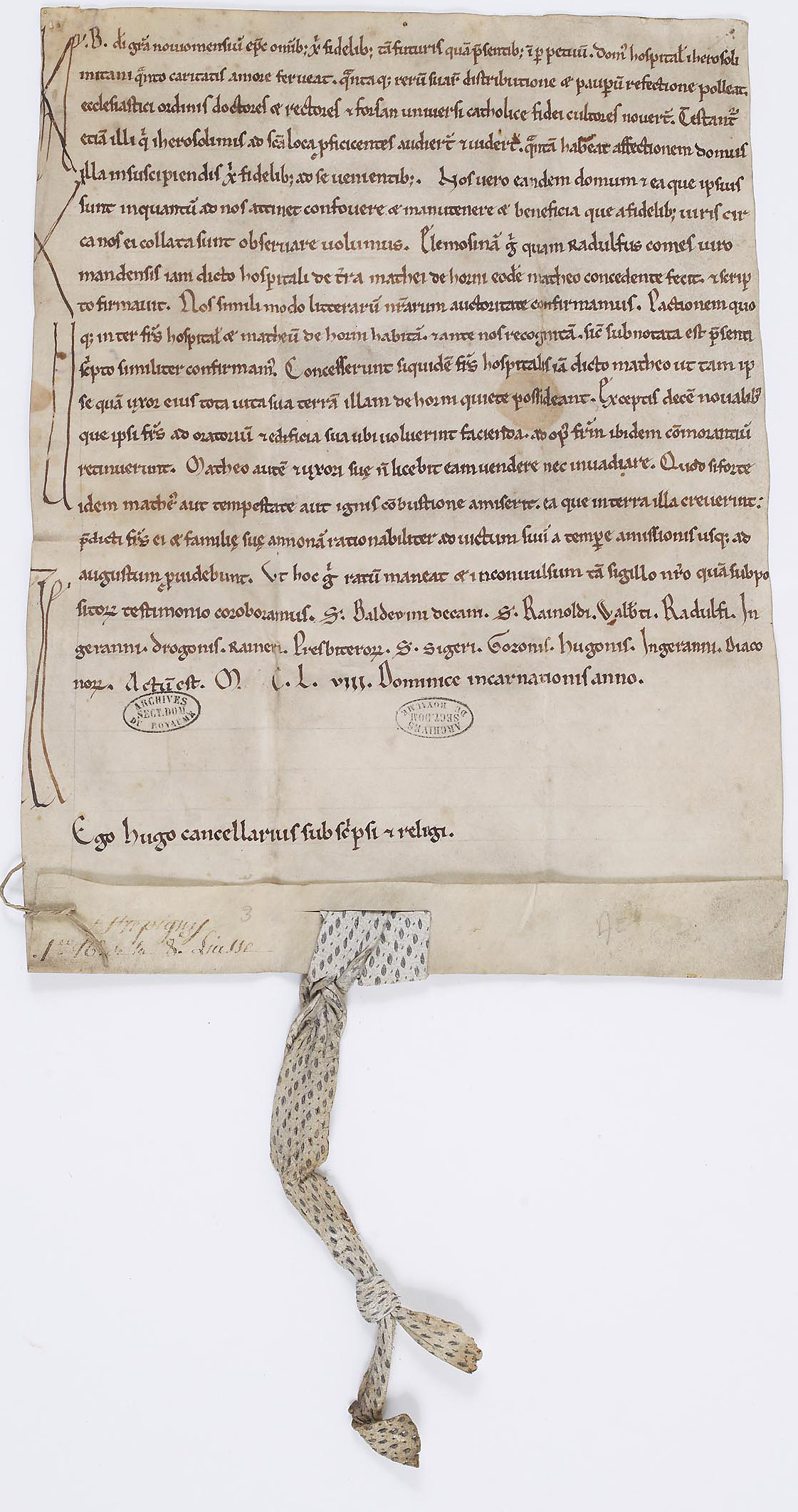
Baudoin, évêque de Noyon, confirme en 1158 la donation d'une terre faite par Raoul, comte de Vermandois, aux Hospitaliers établis à Eterpigny.
Petite charte en parchemin rédigée en latin, chirographe. Trace de sceau pendant à la lanière de cuir blanc imprimée en noir. Archives nationales de France.

## Évêques de Noyon siégeant à Noyon
- 1148-1167 : Baudoin II de Boulogne
- 1167-1174 ou 1175 : Baudoin III de Beuseberg
- 1175-1188 : Renaud, premier évêque-pair de Noyon.
- 1188-1221 : Étienne de Nemours
- 1222-1228 : Gérard de Bazoches
- 1228-1240 : Nicolas de Roye
- 1240-1249 : Pierre Ier Charlot
- 1250-1272 : Vermond de La Boissière
- 1272-1297 : Guy II des Prés (Prez)
- 1297-1301 : Simon II de Clermont-Nesle puis évêque de Beauvais (1301-1312)
- 1301-1303 : Pierre II de Ferrières, transféré de Lectoure (1299-1301) fut ensuite archevêque d'Arles (1303-1307)
- 1304-1315 : André Lemoine de Crécy, frère du cardinal Lemoine
- 1315-1317 : Florent de la Boissière, démissionne en 1317
- 1317-1331 : Foucaud de Rochechouart, fut ensuite archevêque de Bourges (1331-1343)
- 1331-1338 : Guillaume Ier Bertrand, puis évêque de Bayeux (1338-1347) puis de Beauvais (1347-1356)
- 1338-1339 : Étienne II Aubert, évêque de Clermont (1339-1342), cardinal (1342-1352), puis pape Innocent VI (1352-1362)
- 1339-1342 : Pierre III d'André, puis évêque de Clermont (1342-1347) puis évêque de Cambrai (1347-1368)
- 1342-1347 : Bernard Brion (ou Le Brun), venant du Puy (1327-1342)  puis évêque d'Auxerre (1347-1349)
- 1347-1349 : Guy III de Comborn, venant de Limoges (1344-1347)
- 1349-1350 : Pierre de La Forest, pressenti comme évêque devient évêque de Paris (1350) puis archevêque de Rouen (1352-1357)
- 1350-1351 : Philippe d'Arbois, puis évêque de Tournai (1351-1378)
- 1351-1352 : Jean Ier de Meulan, venant de Meaux (1334-1351) puis évêque de Paris (1352-1363)
- 1352-1388 : Gilles de Lorris
- 1388-1409 : Philippe II de Moulins, fut avant évêque d'Évreux (1383-1388).
- 1409-1415 : Pierre IV Fresnel, fut avant évêque de Meaux (1390-1409), puis évêque de Lisieux (1415-1418).
- 1415-1424 : Raoul de Coucy, petit-fils de Guillaume de Coucy († 1335), fut avant évêque de Metz (1387-1415).
- 1425-1473 : Jean II de Mailly (en mai 1471, le roi Louis XI confirma sa protection royale par ses lettres patentes[8]).
- 1473-1501 : Guillaume II Marafin
- 1501-1525 : Charles Ier de Hangest
- 1525-1577 : Jean III de Hangest de Genlis (1506- 2 février 1577), comte de Noyon. il succède à son oncle comme évêque-comte de Noyon, par dispense en 1525, du pape Clément VII. Il a fait l'objet d'une sentence de justice en 1535, consignée dans les Minutes de Jules Simon, notaire à Paris[9]. Il fut également abbé commendataire de l'abbaye Saint-Éloi de Noyon de 1507 à 1525 et de l'abbaye Sainte-Élisabeth de Genlis de 1545 à 1548. Il rend hommage au roi de France le 8 mai 1533 pour Genlis, La Taule, Le Bac-d'Arblincourt[10] , etc..
- 1577-1588 : Claude Ier d'Angennes de Rambouillet puis évêque du Mans (1587-1601)
- 1588-1590 ou 1593 : Gabriel le Genevois de Bleigny (Blaigny)
- 1590-1594 : Jean IV Meusnier (Munier)
- 1594-1596 : François-Annibal d'Estrées
- 1596-1625 : Charles II de Balsac (Balzac)
- 1625 : Gilles de Lourmé  (?)
- 1626-1660 : Henri de Baradat
- 1661-1701 : François de Clermont-Tonnerre
- 1701-1707 : Claude-Maur d'Aubigné fut ensuite archevêque de Rouen (1707-1719)
- 1707-1731 : Charles-François de Chateauneuf de Rochebonne fut ensuite archevêque de Lyon (1731-1740)
- 1731-1733 : Claude II de Rouvroy de Saint-Simon puis évêque de Metz (1733-1740)
- 1734-1766 : Jean-François de La Cropte de Bourzac
- 1766-1777 : Charles de Broglie
- 1778-1808 : Louis-André de Grimaldi, dernier évêque-pair de Noyon. Le diocèse est supprimé (12/07/1790). Mort à Londres le 28 décembre 1804

La ville de Noyon dépend de l'évêque d'Amiens, puis elle est liée à celle de Beauvais en 1821. À partir de 1851, les évêques de Beauvais ont d'ailleurs le droit d'adjoindre à leur titre ceux d'évêque de Noyon et de Senlis.